# Colar de Harmonia
Colar de Harmonia, na mitologia grega, foi o colar dado como presente a Harmonia, filha de Ares e Afrodite, por ocasião de seu casamento com Cadmo. Em algumas lendas, o colar está associado a uma roupa, que também teria sido presente de casamento. O colar também era chamado de colar de Erífila.

## Presente de casamento
Após servir a Ares por um ano, ou, segundo outras versões, por oito anos, Cadmo tornou-se rei de Tebas e Zeus casou-o com Harmonia, filha de Ares e Afrodite. Cadmo deu, como presente de casamento, um colar e uma roupa, que haviam sido feitos por Hefesto; segundo algumas versões, o próprio Hefesto havia dado estes presentes a Cadmo, ou, segundo Ferecides de Leros, quem entregou foi Europa, que havia recebido de Zeus. Pausânias apenas menciona que Hefesto fez o colar, e que quem primeiro o recebeu como presente foi Harmonia.

## Colar em Argos
Quando Polinices foi expulso de Tebas por seu irmão Etéocles, levou o colar e a roupa de Harmonia para Argos. Polinices, por sugestão de Iphis, filho de Alector, usou o colar para subornar Erífila, esposa de Anfiarau, e conseguir que ela convencesse o marido a participar da expedição contra Tebas (os Sete contra Tebas). Anfiarau, forçado a ir para a guerra, comandou seus filhos a matarem a própria mãe e marcharem contra Tebas. Segundo Pausânias, a partir de então o colar passou a se chamar colar de Erífila.

## Colar emPsophis
Depois da segunda expedição contra Tebas (os Epígonos), Alcmeão, filho de Anfiarau, descobriu que sua mãe havia sido subornada, de novo, para que ele fosse à guerra, e matou Erífila.  Após ser purificado por Fegeu, rei de Psophis, Alcmeão casou-se com Arsínoe, filha de Fegeu, e deu a ela, de presente, o colar e a roupa de Harmonia.
A terra, porém, ficou estéril por causa de Alcmeão e este, seguindo o oráculo, acabou parando nas terras banhadas pelo rio Aqueloo, recebeu Calírroe, filha do deus-rio, como esposa, e colonizou uma região nos meandros do rio.
Alcmeão e Calírroe tiveram dois filhos, Anfótero e Acarnan, de quem deriva o nome da Acarnânia. Porém, Calírroe desejou ter o colar e a roupa, e disse que não viveria com Alcmeão se não os tivesse; Alcmeão voltou a Psophis e mentiu para Fegeu, dizendo que ele só ficaria livre da sua loucura  se levasse o colar a roupa a Delfos. Fegeu acreditou, mas um servo deixou escapar que Alcmeão estava levando o colar e a roupa para Calírroe. Fegeu comandou seus filhos, e estes mataram Alcmeão, em seguida levaram Arsínoe, em um baú, para Tégea, para ser escrava de Agapenor, acusando-a de ter assassinado Alcmeão. A versão da história, contada por Pausânias, diverge neste ponto: após assassinarem Alcmeão à traição, Têmeno e Axion, os filhos de Fegeu, dedicaram o colar ao deus de Delfos, e passaram a reinar na cidade chamada Phegia; eles não participaram da Guerra de Troia porque os líderes dos argivos eram seus inimigos, pelo parentesco com Alcmeão.
Calírroe, por causa do fim de Alcmeão e sendo cortejada por Zeus, pediu ao deus que tornasse seus filhos adultos para que eles pudessem vingar a morte do pai. Anfótero e Acarnan, agora adultos, chegaram na casa de Agapenor no mesmo momento em que Pronous e Agenor, filhos de Fegeu, chegaram, em sua viagem para levar o colar e a roupa até Delfos. Os filhos de Alcmeão mataram os filhos de Fegeu, foram até Psophis, e mataram Fegeu e sua esposa, fugindo depois para Tégea, onde escaparam com ajuda dos habitantes da cidade e de alguns argivos.

## Colar em Delfos
Seguindo a orientação de Aqueloo, Anfótero e Acarnan foram até Delfos, e lá dedicaram o colar e a roupa. Em seguida, eles foram até o Epiro, reuniram colonos, e colonizaram a Acarnânia.

## Colar emAmathusno Chipre
O colar foi pilhado de Delfos pelos tiranos da Fócida; na época de Pausânias, dizia-se que ele estava em um velho santuário de Adônis e Afrodite em Amathus, cidade do Chipre. Pausânias, porém, não acredita que seja o mesmo colar, porque o colar em Amathus era feito de gemas verdes presas no ouro, enquanto o colar dado a Erífila seria, segundo Homero, inteiramente de ouro.